# Kabupaten de Tana Toraja
Le kabupaten de Tana Toraja, en indonésien Kabupaten Tana Toraja, « le pays des Torajas », est un kabupaten de la province de Sulawesi du Sud, dans l'île indonésienne de Célèbes. Son chef-lieu est Makale.

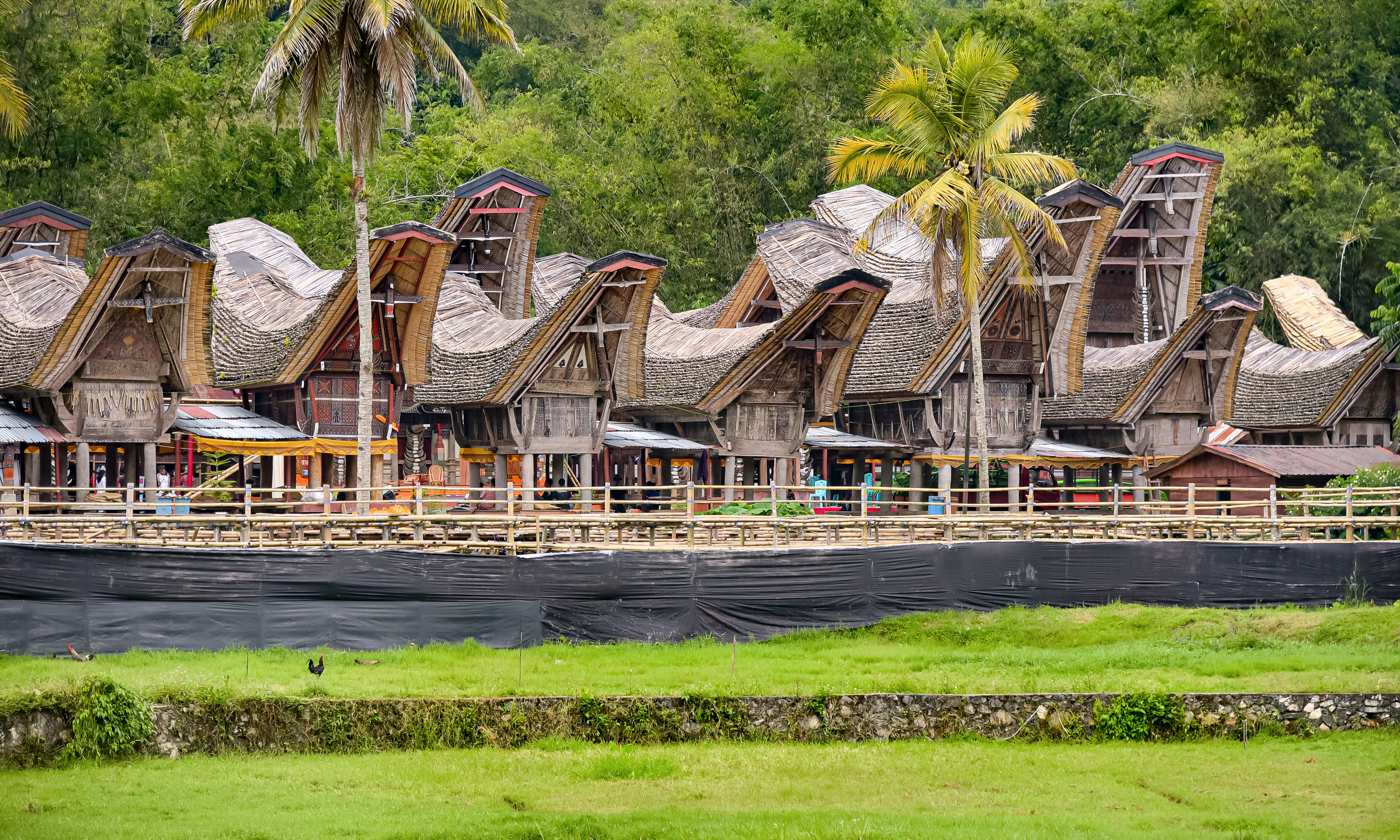
Les tongkonans traditionnels à Kete Kesu

## Géographie
Le kabupaten est bordé :
- Au nord et à l'est, par celui de Luwu,
- Au sud, par celui de Wajo,
- À l'ouest, par la province de Sulawesi occidental.